# Gemdale Group
Gemdale Corporation — китайская строительная компания, один из крупнейших застройщиков и девелоперов КНР. За 2020 год было сдано недвижимости общей площадью 11,95 млн м² стоимостью 242,7 млрд юаней. В списке крупнейших компаний мира Forbes Global 2000 за 2021 год Gemdale заняла 808-е место (1236-е по размеру выручки, 493-е по чистой прибыли, 649-е по активам и 1989-е по рыночной капитализации).

## История
Gemdale Corporation была основана в городе Шэньчжэнь южной провинции Гуандун 20 января 1988 года. В 1993 году была основана дочерняя компания Gemdale Property. С 12 апреля 2001 года акции компании котируются на Шанхайской фондовой бирже.
В 2014—2016 годах Gemdale Corporation выступала титульным спонсором Открытого чемпионата Шэньчжэня по теннису среди женщин, также известного как Gemdale ATP Challenger. В 2016 году Gemdale Properties and Investments в партнёрстве с американской компанией LaTerra Development построила многоэтажный жилой и коммерческий комплекс в Голливуде.
Крупнейшими акционерами Gemdale Corporation являются две страховые компании — Funde Sino Life Insurance (29,84 %) и Dajia Life Insurance (20,43 %).

## Деятельность
Компания в основном работает в южной и юго-восточной частях КНР. Из 70 городов, в которых компания ведёт строительство, наибольшее значение имели Шанхай и Нанкин, принёсшие в 2020 году более 20 млрд юаней каждый. Также существенна доля в выручке таких городов, как Ханчжоу, Тяньцзинь, Дунгуань, Шэньян, Хух-Хото, Вэньчжоу, Цзиньхуа и Цзясин.
Подразделения по состоянию на 2020 год:
- Строительство недвижимости — выручка 75,2 млрд юаней.
- Инвестиции в недвижимость — управление жилой, офисной и торговой недвижимостью; выручка 4,08 млрд юаней.
- Сдача недвижимости в аренду — выручка 1,01 млрд юаней.
- Другая деятельность — неосновные направления деятельности; выручка 2,02 млрд юаней.

## Дочерние компании
Основной дочерней компанией является зарегистрированная на Бермудских островах Gemdale Properties and Investment Corporation Limited, её акции котируются на Гонконгской фондовой бирже (SEHK: 535); доля Gemdale Corporation в акционерном капитале этой компании составляет 40 % (через компанию Glassy An Limited). Выручка компании за 2020 год составила 16,3 млрд юаней, чистая прибыль — 4,35 млрд юаней, активы — 64,4 млрд юаней, в ней работает около 3 тысяч человек.

## Крупнейшие активы
Gemdale Corporation принадлежит несколько крупных небоскрёбов, в том числе Shenzhen Centre (375 м).

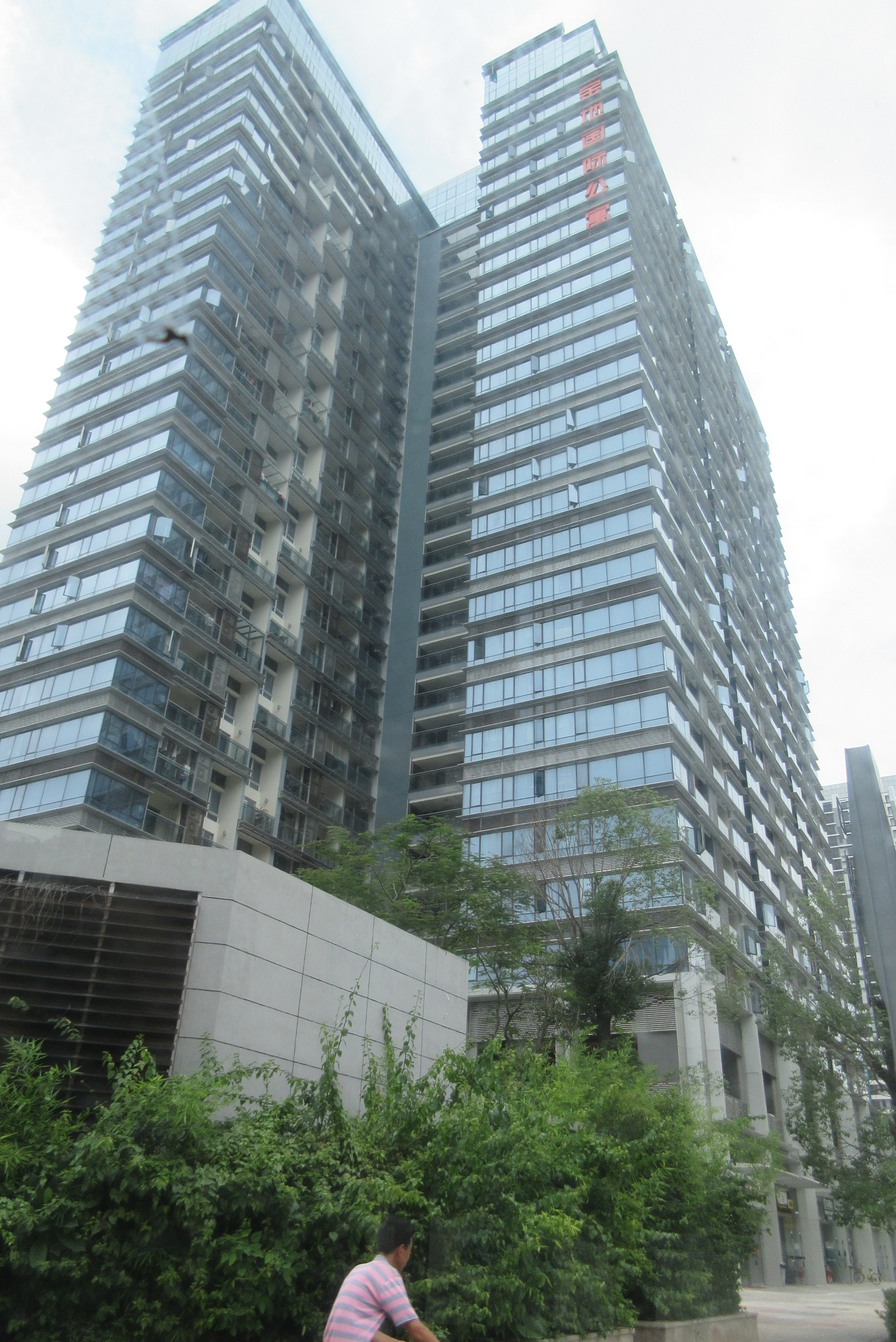
Gemdale International Apartment (Шэньчжэнь)
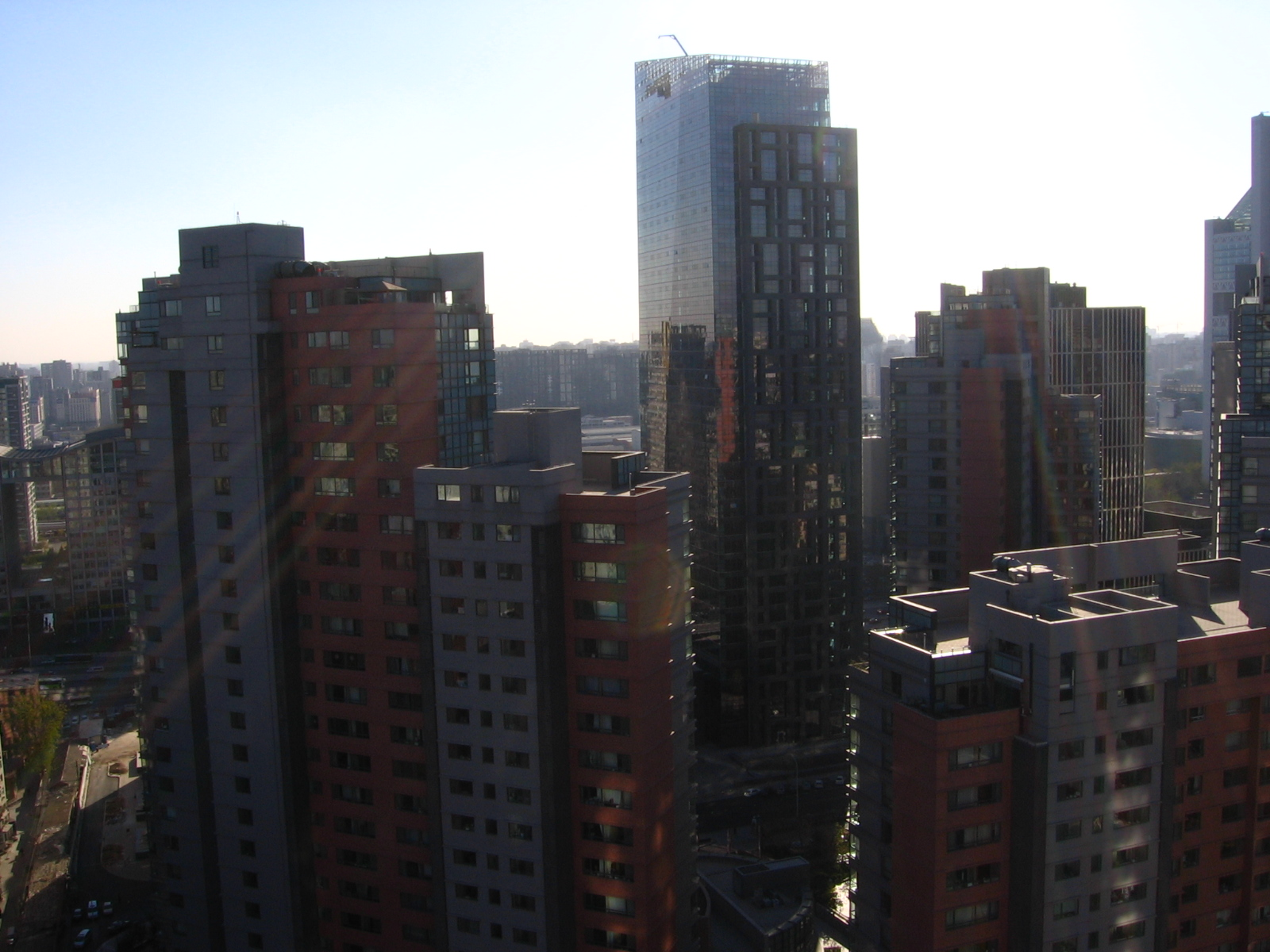
Gemdale Plaza (Пекин)
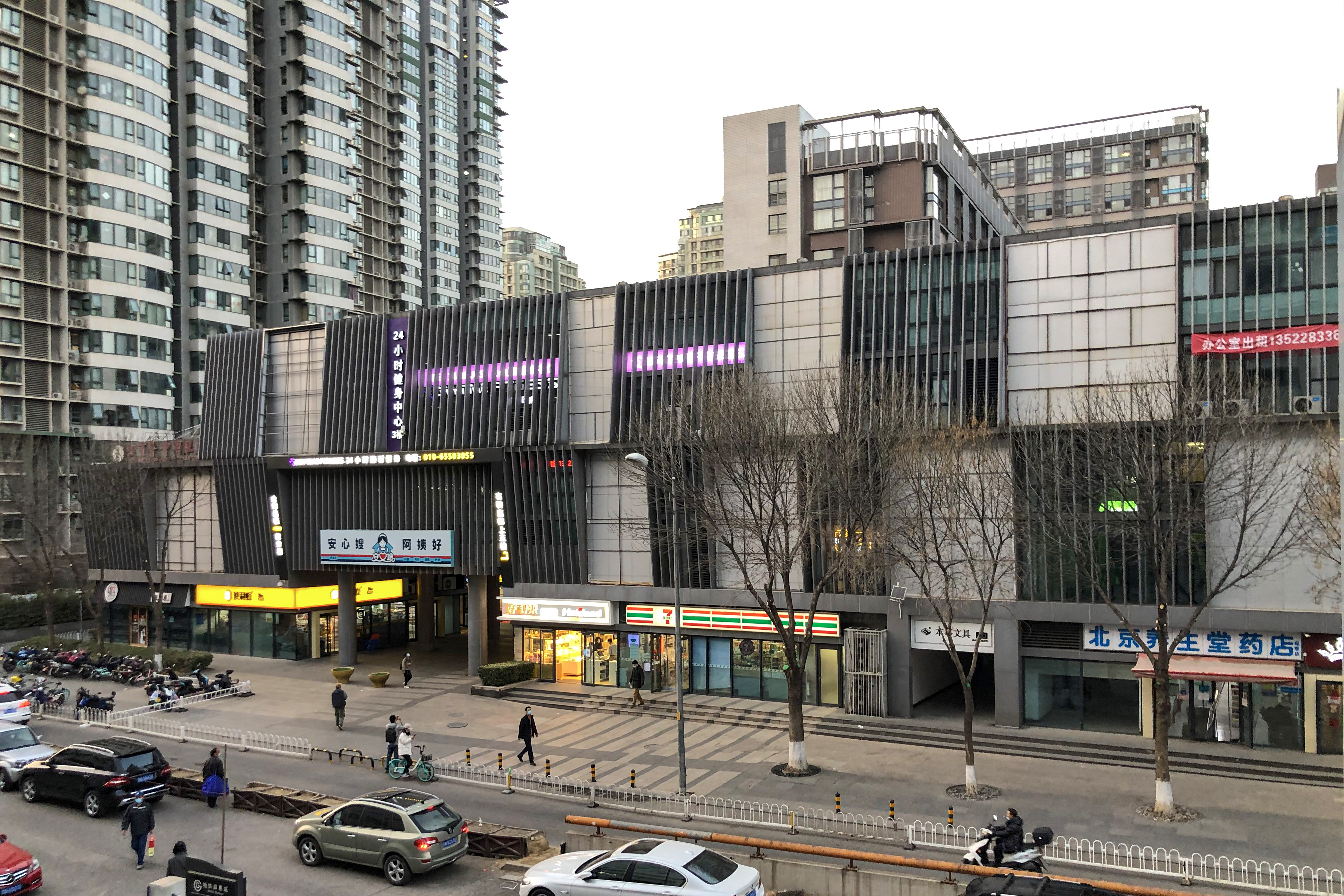
Gemdale City Crown (Пекин)